# Видеографија Лејди Гаге
Америчка певачица Лејди Гага објавила је три видео-албума и наступа у преко тридесет музичких спотова. Са свог деби албума The Fame (2008) објавила је спотове за синглове „Just Dance”, „Poker Face”, „Eh, Eh”, „LoveGame” и „Paparazzi”. У последњем, она приказује старлету осуђену на пропаст која се свети свом љубавнику. Снимила је и спот за промотивни сингл, „Beautiful, Dirty, Rich”. Реиздала је свој први албум као The Fame Monster (2009), чему је претходио музички спот за главни сингл „Bad Romance”, који је освојио награду Греми за најбољи музички спот и седам МТВ видео музичких награда, укључујући видео године 2010. Следеће године, Јонас Окерлунд је режирао музички спот за песму „Telephone” — наставак песме „Paparazzi” — који је снимљен као кратки филм. Видео је номинован за МТВ видео музичку награду за видео године, а Billboard га је прогласио најбољим музичким спотом деценије у јануару 2015. За свој видео из 2010. „Alejandro”, Гага је добила позитивне критике критичара, иако је критикована од стране Католичке лиге која је навела богохуљење.
Гагин други студијски албум Born This Way (2011) објавио је музички спот за истоимени водећи сингл, у којем она рађа нову расу. Музички спот је освојио награде за најбољи видео женског извођача и за најбољи видео са друштвеном поруком на МТВ видео музичким наградама 2011. У следећем видеу, „Judas”, она тумачи Марију Магдалену, а Норман Ридус игра насловну улогу. Спот за „The Edge of Glory” се углавном састоји од смењивања снимака Гаге како плеше и пева на улици и сматран је најједноставнијим у њеној каријери. Исте године објавила је спот за песму „You and I”, који се усредсређује на њен покушај да врати свог дечка у Небраску. Она такође представља свој мушки алтер его Џоа Калдеронеа у споту. Гага је режирала свој 14-минутни видео за последњи сингл, „Marry the Night”, који приповеда о њеној причи о успеху у музичкој индустрији, али она на крају трпи неуспех.
Године 2013, Гага је објавила свој трећи албум, Artpop, са песмом „Applause” као водећим синглом синглом, чији музички спот садржи уметничке и сложене сцене. 11-минутни видео за песму „G.U.Y.” снимљен је у замку Херст, а у њему наступа Енди Коен у камео улози и улоге серије Праве домаћице са Беверли Хилса. Године 2014, Гага је објавила џез албум са Тонијем Бенетом, под називом , који је створио четири студијска спота који приказују процес снимања албума. Године 2015. објавила је музички спот за „Til It Happens to You”, песму о силовању у школским домовима у Сједињеним Државама. Њен пети студијски албум, Joanne, објављен је 2016. године, а музички спот за бодећи сингл „Perfect Illusion” снимљен је у пустињи са причом која се наставља у њеним наредним спотовима „Million Reasons”, „John Wayne” и „Joanne”. Гагин шести студијски албум Chromatica (2020) изнедрио је музички спот за водећи сингл „Stupid Love”, а затим и „Rain on Me”, на којем се појављује Аријана Гранде. Такође је објавила кратки филм за „911”, који се усредсређује на разне надреалне халуцинације које има након што се умешала у тешку саобраћајну несрећу.
Гага је наступала у телевизијским серијама, као што су гостујуће улоге у емисијама American Idol и So You Think You Can Dance, док је и глумила у епизоди серије Симпсонови. Такође је представљена у неколико филмова и реклама, а одржала је и два телевизијска специјала за Дан захвалности — A Very Gaga Thanksgiving (2011) и Lady Gaga and the Muppets Holiday Spectacular (2013). Гага је глумила у петој сезони антологијске хорор серије Америчка хорор прича, под називом Хотел (2015—2016), за коју је освојила награду Златни глобус за најбољу глумицу — мини-серија или ТВ филм. Такође је наступала у шестој сезони серије, под називом Роаноук(2016). Гага је касније наступала у документарцу из 2017. године, под називом , који је истраживао стварање албума Joanne и њену припрему за полувреме Супербоула . Глумила је певачицу по имену Али у успешној музичко-романтичној драми Звезда је рођена (2018) заједно са Бредлијем Купером. За овај рад, Гага је била номинована за Оскара, награду БАФТА, награду Златни глобус и награду Удружења филмских глумаца за најбољу глумицу, док је освојила Награду по избору критичара и Награду националног филмског савеза САД.

## Филмографија
| Српски назив               | Изворни назив | Година | Улога            | Напомене                          | Реф.   |
| -------------------------- | ------------- | ------ | ---------------- | --------------------------------- | ------ |
|                            |               | 2012.  | себе             | документарац                      | [ 10 ] |
| Кејти Пери: Део мене       |               | 2012.  | себе             | документарац                      | [ 11 ] |
| Мачета убија               |               | 2013.  | ла Камелеон      | дугометражни филм, споредна улога | [ 12 ] |
| Најтраженији Мапети        |               | 2014.  | себе             | камео улога                       | [ 13 ] |
| Град греха: Убиства вредна |               | 2014.  | Берта            | камео улога                       | [ 14 ] |
|                            |               | 2015.  | себе             | документарац                      | [ 15 ] |
|                            |               | 2016.  | себе             | документарац                      | [ 16 ] |
|                            |               | 2017.  | себе             | документарац                      | [ 17 ] |
| Звезда је рођена           |               | 2018.  | Али Мејн         | дугометражни филм, главна улога   | [ 18 ] |
| Гучијеви                   |               | 2021.  | Патриција Ређани | дугометражни филм, главна улога   | [ 19 ] |
| Џокер: Лудило у двоје      |               | 2024.  | Харли Квин       | дугометражни филм                 |        |

## Телевизија
| Српски назив                  | Изворни назив | Година     | Улога                     | Мрежа | Напомене                                         | Реф.   |
| ----------------------------- | ------------- | ---------- | ------------------------- | ----- | ------------------------------------------------ | ------ |
| Породица Сопрано              |               | 2001.      | ученица                   |       | 1. епизода непотписана                           | [ 20 ] |
|                               |               | 2005.      | себе                      |       | непотписана                                      | [ 21 ] |
| Трачара                       |               | 2009.      | себе                      |       | епизода: „Последњи дани диско штапа” камео улога | [ 22 ] |
| Уживо суботом увече           |               | 2009.      | музички гост              |       | епизода: „Рајан Ренолдс / Лејди Гага”            | [ 22 ] |
|                               |               | 2010.      | себе                      |       | епизода: „Нико не може овако да ради”            | [ 23 ] |
|                               |               | 2011.      | себе                      |       | телевизијски специјал                            | [ 24 ] |
|                               |               | 2011.      | менторка                  |       | 10. сезона                                       | [ 25 ] |
| Уживо суботом увече           |               | 2011.      | музички гост              |       | епизода: „Џастин Тимберлејк / Лејди Гага”        | [ 26 ] |
|                               |               | 2011.      | себе                      |       | телевизијски документарац                        | [ 27 ] |
|                               |               | 2011.      | гостујући жири            |       | 8. сезона, 3. епизода                            | [ 28 ] |
|                               |               | 2011.      | себе                      |       | телевизијски специјал                            | [ 29 ] |
|                               |               | 2011.      | себе                      |       | телевизијски специјал                            | [ 30 ] |
| Симпсонови                    |               | 2012.      | себе (глас)               |       | 1. епизода                                       | [ 31 ] |
|                               |               | 2012.      | себе                      |       | 1. епизода                                       | [ 32 ] |
|                               |               | 2013.      | себе                      |       | телевизијски документарац                        | [ 33 ] |
| Уживо суботом увече           |               | 2013.      | водитељка / музички гост  |       | епизода: „Лејди Гага”                            | [ 34 ] |
|                               |               | 2013.      | себе                      |       | телевизијски специјал                            | [ 35 ] |
|                               |               | 2014.      | себе                      |       | телевизијски специјал                            | [ 36 ] |
| Америчка хорор прича: Хотел   |               | 2015—2016. | Елизабет Џонсон / Грофица |       | 5. сезона серије Америчка хорор прича            | [ 39 ] |
|                               |               | 2016.      | себе                      |       | 4. сезона                                        | [ 40 ] |
| Америчка хорор прича: Роаноук |               | 2016.      | вештица                   |       | 6. сезона серије Америчка хорор прича            | [ 41 ] |
| Уживо суботом увече           |               | 2016.      | музички гост              |       | епизода: „Том Хенкс / Лејди Гага”                | [ 42 ] |
| Ноћни шоу са Џејмсом Корденом |               | 2016.      | себе                      |       | караоке у аутомобилу                             | [ 43 ] |
|                               |               | 2016.      | себе                      |       | телевизијски специјал                            | [ 44 ] |
| Полувреме Супербоула          |               | 2017.      | себе / извођачица         |       | Супербоул LI                                       | [ 45 ] |
| Руполова дрег трка            |               | 2017.      | себе / гостујући жири     |       | епизода: „О, моја Гага”                          | [ 46 ] |
|                               |               | 2017.      | себе                      |       | телевизијски документарац                        | [ 47 ] |
|                               |               | 2020.      | себе                      |       | телевизијски специјал                            | [ 48 ] |
|                               |               | 2021.      | себе                      |       | епизода: „Реци наглас”                           | [ 49 ] |
| Пријатељи: Поново заједно     |               | 2021.      | себе                      |       | телевизијски специјал                            | [ 50 ] |

### Фусноте
1. 1 2  „Arcade Fire wins Grammy best album”. CBC News. 13. 2. 2011. Архивирано из оригинала 30. 5. 2015. г. Приступљено 10. 5. 2015.
2. ↑  „MTV Video Music Awards: The Complete Winners List”. Rolling Stone. 13. 9. 2010. Архивирано из оригинала 4. 7. 2015. г. Приступљено 5. 7. 2015.
3. ↑  „The 20 Best Music Videos of the 2010s (So Far)”. Billboard. 14. 1. 2015. Архивирано из оригинала 29. 7. 2015. г. Приступљено 10. 8. 2015.
4. ↑  Montgomery, James (8. 6. 2010). „Lady Gaga's 'Alejandro' Video: German Expressionism With A Beat!”. MTV News. Архивирано из оригинала 5. 11. 2015. г. Приступљено 10. 8. 2015.
5. ↑  Hogan, March (29. 8. 2011). „Katy Perry Wins Big, Beyonce Shines at VMAs”. Spin. Архивирано из оригинала 31. 10. 2015. г. Приступљено 6. 8. 2015.
6. ↑  Young, Eleanor (17. 6. 2011). „First Look! Lady Gaga's Edge of Glory video”. Marie Claire. Архивирано из оригинала 8. 12. 2015. г. Приступљено 10. 8. 2015.
7. ↑  David, Ehrlich (10. 1. 2016). „Watch Lady Gaga's Emotional Speech at 2016 Golden Globes”. Rolling Stone. Архивирано из оригинала 15. 2. 2017. г. Приступљено 22. 5. 2017.
8. ↑  Kaufman, Amy (8. 9. 2017). „Lady Gaga's five most revealing moments in the Netflix documentary 'Gaga: Five Foot Two'”. Los Angeles Times. Архивирано из оригинала 27. 10. 2017. г. Приступљено 27. 10. 2017.
9. ↑  
Awards and nominations for A Star Is Born:
  - Academy Awards: Macke, Johnni (24. 2. 2019). „Oscars 2019 Winners: The Complete List”. E! News. Архивирано из оригинала 25. 2. 2019. г. Приступљено 25. 2. 2019.
  - BAFTA Awards: „The full list of nominations for the Baftas 2019”. The Guardian. 9. 1. 2019. Архивирано из оригинала 9. 1. 2019. г. Приступљено 9. 1. 2019.
  - Critics' Choice Awards: Tapley, Kristopher (13. 1. 2019). „'Roma,' 'The Americans' and 'The Marvelous Mrs. Maisel' Win Top Critics' Choice Honors”. Variety. Архивирано из оригинала 14. 1. 2019. г. Приступљено 14. 1. 2019.
  - Golden Globe Awards: „2019 Golden Globes Winners: Complete List”. The Hollywood Reporter. 6. 1. 2019. Архивирано из оригинала 7. 1. 2019. г. Приступљено 7. 1. 2019.
  - National Board of Review Awards: „National Board of Review Announces 2018 Award Winners”. National Board of Review. 27. 11. 2018. Архивирано из оригинала 27. 11. 2018. г. Приступљено 1. 12. 2018.
  - Screen Actors Guild Awards: Nordyke, Kimberly (12. 12. 2018). „SAG Awards: Full List of Nominations”. The Hollywood Reporter. Архивирано из оригинала 12. 12. 2018. г. Приступљено 12. 12. 2018.
10. ↑  Hasty, Katie (27. 4. 2012). „Tony Bennett talks Britney Spears, Lady Gaga and 'The Zen of Bennett'”. HitFix. Архивирано из оригинала 31. 7. 2015. г. Приступљено 11. 8. 2015.
11. ↑  „Katy Perry: Part Of Me 3D Review – Ten Key Scenes To Watch Out For”. Capital. 2. 7. 2012. Приступљено 4. 8. 2017.
12. ↑  Malec, Brett (23. 5. 2013). „First Look! See Lady Gaga as La Chameleón in New Machete Kills Trailer”. E!. Архивирано из оригинала 29. 11. 2014. г. Приступљено 20. 11. 2014.
13. ↑  Alexander, Bryan (28. 3. 2014). „Exclusive: Stars shine in 'Muppets' cameos”. USA Today. Архивирано из оригинала 18. 4. 2014. г. Приступљено 11. 11. 2014.
14. ↑  Finbow, Katy (24. 8. 2015). „Sin City's Robert Rodriguez "blown away" by Lady Gaga's acting ability”. Digital Spy. Архивирано из оригинала 24. 9. 2015. г. Приступљено 28. 8. 2015.
15. ↑  Chestang, Raphael (17. 7. 2015). „Meet the Man Behind Katy Perry, Miley Cyrus & Rihanna's Hottest Looks”. Entertainment Tonight. Архивирано из оригинала 18. 9. 2015. г. Приступљено 11. 9. 2015.
16. ↑  Nolfi, Joey (5. 5. 2017). „Watch Lady Gaga grill Julian Assange in scene from documentary Risk”. Entertainment Weekly. Приступљено 15. 6. 2018.
17. ↑  Moniuszko, Sara (24. 8. 2017). „Lady Gaga is teasing a new Netflix documentary and it looks... Intense”. USA Today. Приступљено 24. 8. 2017.
18. ↑  Kroll, Justin (22. 9. 2017). „Bradley Cooper-Lady Gaga's 'Star Is Born' Moves to May 2018”. Variety. Приступљено 23. 9. 2017.
19. ↑  Fleming, Mike Jr. (1. 11. 2019). „Lady Gaga, Ridley & Giannina Scott Team On Film About Assassination Of Gucci Grandson Maurizio; Gaga To Play Convicted Ex-Wife Patrizia Reggiani”. Deadline Hollywood. Приступљено 25. 2. 2021.
20. ↑  Johanson 2012, стр. 162
21. ↑  Bercken 2011, стр. 12
22. 1 2  Johanson 2012, стр. 88
23. ↑  „Double Exposure Episode: "No One Can Work Like This"”. TV Guide. Архивирано из оригинала 13. 11. 2014. г. Приступљено 11. 11. 2014.
24. ↑  „Lady Gaga Presents the Monster Ball Tour: At Madison Square Garden”. Home Box Office Special. Архивирано из оригинала 13. 7. 2014. г. Приступљено 12. 8. 2014.
25. ↑  Herrera, Monica (12. 5. 2011). „'American Idol': Lady Gaga Mentors the Top 4, Haley Gets 'Reinharted'”. Billboard. Архивирано из оригинала 19. 9. 2014. г. Приступљено 11. 11. 2014.
26. ↑  Tucker, Ken (22. 5. 2011). „'Saturday Night Live' season finale recap: Justin Timberlake and Lady Gaga, a formidable team”. Entertainment Weekly. Архивирано из оригинала 14. 7. 2015. г. Приступљено 11. 11. 2014.
27. ↑  Gallo, Phil (18. 5. 2011). „Lady Gaga Reflects on Springsteen Influence for 'Inside the Outside' Doc”. Billboard. Архивирано из оригинала 13. 9. 2015. г. Приступљено 30. 8. 2015.
28. ↑  Derschowitz, Jessica (28. 7. 2011). „"So You Think You Can Dance": Lady Gaga judges, the Top 8 perform”. CBS News. Архивирано из оригинала 12. 11. 2014. г. Приступљено 11. 11. 2014.
29. ↑  Hughes, Sarah Anne (4. 11. 2011). „Lady Gaga will celebrate Thanksgiving on ABC special”. The Washington Post. Архивирано из оригинала 12. 1. 2012. г. Приступљено 22. 11. 2011.
30. ↑  „Dick Clark's New Year's Rockin' Eve”. Rolling Stone. 12. 6. 2012. Архивирано из оригинала 17. 11. 2014. г. Приступљено 11. 11. 2014.
31. ↑  Snierson, Dan (23. 8. 2011). „Lady Gaga to guest on 'The Simpsons' – Exclusive Photo”. Entertainment Weekly. Приступљено 23. 8. 2011.
32. ↑  „Season 1, Episode 8 Von & Lady Gaga”. TV Guide. Архивирано из оригинала 4. 3. 2016. г. Приступљено 28. 8. 2015.
33. ↑  Gachman, Dina (18. 3. 2014). „Arthur Fogel: The Man Behind Lady Gaga and U2's Mega–Million ToursArthur Fogel: The Man Behind Lady Gaga and U2's Mega–Million Tours”. Forbes. Архивирано из оригинала 4. 8. 2015. г. Приступљено 11. 8. 2015.
34. ↑  Ossad, Jordana (17. 11. 2013). „Lady Gaga Hosts and Performs on Saturday Night Live, Has No Problem Poking Fun at Herself”. E!. Архивирано из оригинала 10. 7. 2016. г. Приступљено 11. 11. 2014.
35. ↑  Marechal, AJ (17. 10. 2013). „ABC Sets Holiday Special with Lady Gaga and the Muppets”. Variety. Архивирано из оригинала 17. 10. 2013. г. Приступљено 17. 10. 2013.
36. ↑  Duren, Rand (22. 10. 2014). „5 reasons why you shouldn't miss Tony Bennett and Lady Gaga's PBS special”. The Dallas Morning News. Архивирано из оригинала 25. 10. 2014. г. Приступљено 27. 10. 2014.
37. ↑  „Lady Gaga in American Horror Story: Hotel: is she any good?”. The Daily Telegraph. 7. 10. 2015. Архивирано из оригинала 14. 11. 2015. г. Приступљено 13. 11. 2015.
38. ↑  „Winners & Nominees 2016”. Hollywood Foreign Press Association. Архивирано из оригинала 23. 6. 2016. г. Приступљено 11. 1. 2016.
39. ↑  Goldberg, Lesley (10. 9. 2015). „Watch the first trailer for 'American Horror Story: Hotel'”. CNN. Архивирано из оригинала 14. 9. 2015. г. Приступљено 11. 9. 2015.
40. ↑  Sage, Alyssa (1. 4. 2016). „Variety Announces Fourth Season of 'Actors on Actors' on PBS”. Variety. Архивирано из оригинала 6. 6. 2016. г. Приступљено 5. 6. 2016.
41. ↑  Diblin, Emma (6. 10. 2016). „8 Things We Learned From 'American Horror Story: Roanoke' Chapter 4”. Harper's Bazaar. Архивирано из оригинала 13. 10. 2016. г. Приступљено 13. 10. 2016.
42. ↑  Hughes, Hilary (23. 10. 2016). „Lady Gaga performs on Saturday Night Live two songs from album Joanne”. MTV News. Архивирано из оригинала 24. 10. 2016. г. Приступљено 23. 10. 2016.
43. ↑  Birnbaum, Debra (24. 10. 2016). „Lady Gaga Joins James Corden for 'Carpool Karaoke' (Watch)”. Variety. Архивирано из оригинала 25. 10. 2016. г. Приступљено 24. 10. 2016.
44. ↑  Bierly, Mandi (20. 12. 2016). „5 Reasons to Watch 'Tony Bennett Celebrates 90'”. Yahoo! TV. Архивирано из оригинала 21. 12. 2016. г. Приступљено 20. 12. 2016.
45. ↑  „Super Bowl LI Halftime Show Credits And Staff”. Live Design. Архивирано из оригинала 21. 2. 2017. г. Приступљено 21. 2. 2017.
46. ↑  Birnbaum, Debra (24. 10. 2016). „Lady Gaga Joins James Corden for 'Carpool Karaoke' (Watch)”. Variety. Приступљено 24. 10. 2016.
47. ↑  „'The Defiant Ones' Shows Music Titans Dr. Dre and Jimmy Iovine Like Never Before”. NBC News. 10. 7. 2017. Приступљено 17. 7. 2017.
48. ↑  Elassar, Alaa (20. 4. 2020). „Lady Gaga dedicates 'Together at Home' concert to 'medical workers that are putting their lives at risk'”. CNN. Приступљено 21. 7. 2020.
49. ↑  „Oprah Winfrey and Prince Harry to premiere "The Me You Can't See," a documentary series exploring mental health and emotional well-being, on May 21 on Apple TV+”. Apple Inc. 10. 5. 2021. Приступљено 13. 5. 2021.
50. ↑  Hibberd, James (13. 5. 2021). „'Friends' Reunion Reveals First Teaser Trailer, Guest Stars and Premiere Date”. The Hollywood Reporter. Приступљено 13. 5. 2021.